# سینداری
زبان سینداری یک زبان خیالی است که در آثار فانتزی جی. آر. آر. تالکین به‌کار گرفته شده‌است.
این زبان یکی از زبان‌های آردا در رشته‌افسانههای سرزمین میانهٔ تالکین است، این زبان یکی از زبان‌های الفی بود که بیشتر در دوره سوم توسط الف‌های سرزمین میانه استفاده می‌شد. این زبان، زبان الف‌های سیندار بود، گروهی از تله ری که در مهاجرت بزرگ الف‌ها به سمت والینور در عقب جا مانده بودند. سینداری از زبان کهنه‌تری به نام سینداری مشترک اشتقاق یافته بود. اگرچه زبان آن دسته از تلری که در آمان زندگی می‌کردند بسیار به زبان کوئنیا نزدیک بود ولی زبان سینداری تغییرات قابل توجهی پیدا کرده بود. وقتی نولدور به سرزمین میانه بازگشتند، زبان سینداری را قبول کردند اگرچه باور داشتند که زبان کوئنیایی خودشان زیباتر است. سینداری ریشهٔ مشترکی با کوئنیایی دارد و کلمات مشترک بسیاری در آن دو وجود دارد. با این‌حال گفته شده که زبان سینداری بیشتر از سایر زبان‌ها نسبت به زبان کهن تغییر یافته و همچنین تعدادی گویش‌های مختلف منطقه‌ای برای این زبان وجود دارد. زبان سینداری که در دوریات استفاده می‌شود، که به گویش دوریاترین معروف است، بهترین و صحیح‌ترین شکل زبان سینداری است.
پیش از نابودی نومه‌نور اکثر مردمان آن‌جا نیز به این زبان صحبت می‌کردند. دانش این زبان در بین تبعیدشدگان نومه‌نور در دل قلمرو گاندور باقی‌ماند به‌خصوص در بین افراد آموزش‌دیده و باسواد.
در داستان، زبان سینداری قبل از بازگشت نولدور به سرزمین میانه توسط الفبای سریف نوشته می‌شد ولی بعد از آن این زبان بیشتر با خط تنگوار شد.